# Джуліан Олден Вейр
Джуліан Олден Вейр (англ. Julian Alden Weir; 30 серпня 1852, Вест-Пойнт — 8 грудня 1919, Нью-Йорк) — американський художник-імпресіоніст.

## Життя та творчість
Вейр народився в родині художника, професора Військової академії, Роберта Волтера Вейра. Художником був також його брат, Джон Фергюсон Вейр, який керував з 1869 по 1913 рік Школою образотворчих мистецтв Єльського університету. Спочатку обидва брати брали уроки малювання у свого батька, потім Джуліан вступив у Національну Академію дизайну в Нью-Йорку. У 1873—1877 він здійснює поїздку в Європу, щоб продовжити художню освіту в Парижі, де навчався у Адольфа Івона. У 1875 він вперше виставляється в Паризькому салоні (з картиною A Britanny Interior, на яку надихнула творчість його друга, художника Бастьєн-Лепажа). У цей період Вейр не сприймав творчість імпресіоністів, зокрема і свого співвітчизника Вістлера, з яким познайомився в Лондоні в 1877 році.
Восени 1877 художник повертається в Нью-Йорк. Цього ж року він стає одним із засновників Товариства американських художників (Society of American Artists), президентом якого стає в 1882 році. У 1878 Вейр починає викладацьку діяльність, спершу в Купер Юніон, а потім — в нью-йоркській Студентській художньої лізі. Сам він займається переважно портретним і жанровим живописом, пише також натюрморти, що зображують квіти.
У 1886 році, під впливом робіт Едуара Мане і побачених на організованій в Нью-Йорку виставці французьких імсперсіоністів, він пише свої перші імпресіоністичні полотна. Це були пейзажі, створені Вейром в околицях його ферми в Бранчвіллі, Коннектикут. У 1887 році до нього приєднується його друг, художник Джон Генрі Твахтман. У тому ж році Вейр починає цікавитися графічним мистецтвом. У 1888 році його картина «Час бездіяльності» була придбана нью-йоркським музеєм Метрополітен. У 1889 році Вейр завойовує на Всесвітній виставці в Парижі срібну медаль. У наступні роки художник розвиває свій власний художній стиль, включаючи в нього різні елементи, в тому числі і японську кольорову графіку. У 1893 він отримує замовлення на монументальний живопис для Всесвітньої виставки в Чикаго.
В кінці XIX століття Вейр багато робить для популяризації в США сучасного європейського, особливо французького, мистецтва (наприклад, робіт Гюстава Курбе). Деякий час він очолює Асоціацію американських художників і скульпторів. У 1904 Вейра нагородили премією на Всесвітній виставці в Сент-Луїсі. У 1911 році організовується велика ретроспективна виставка його робіт, що пройшла в багатьох містах східного узбережжя і Середнього Заходу США. У 1913 році Вейр є одним з організаторів виставки Ерморі шоу в Нью-Йорку, для якої передає 25 своїх картин. До кінця життя працює в імпресіоністичному стилі.
У 1915 році Джуліан Вейр стає президентом Національної Академії дизайну в Нью-Йорку. У 1960 році вийшла його біографія «Життя і листи Джуліана Олдена Вейра» (англ. The Life and Letters of J. Alden Weir), основним автором якої стала його донька і художниця Дороті Вейр Янг.

## Галерея

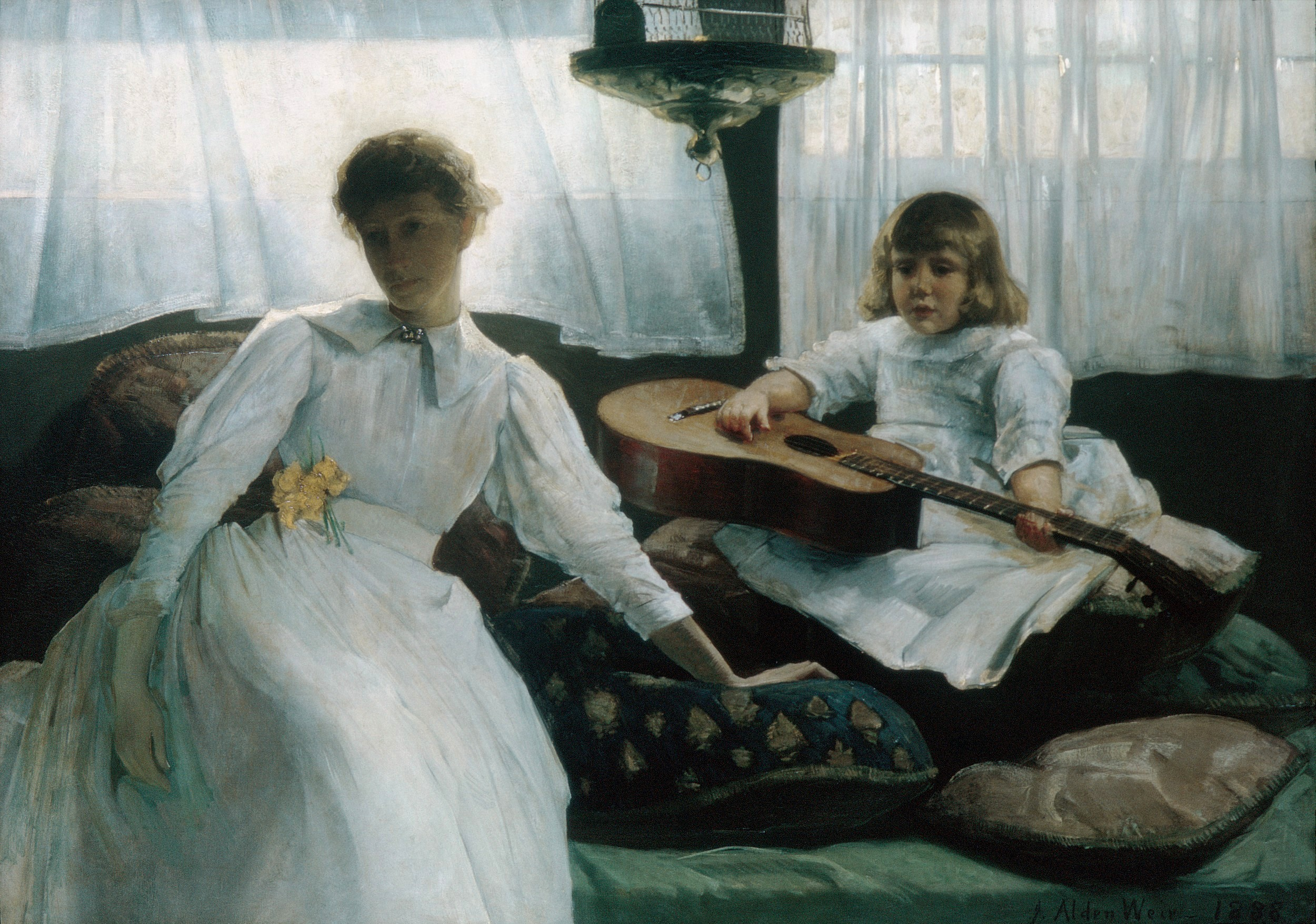
Час відпочинку (1888)
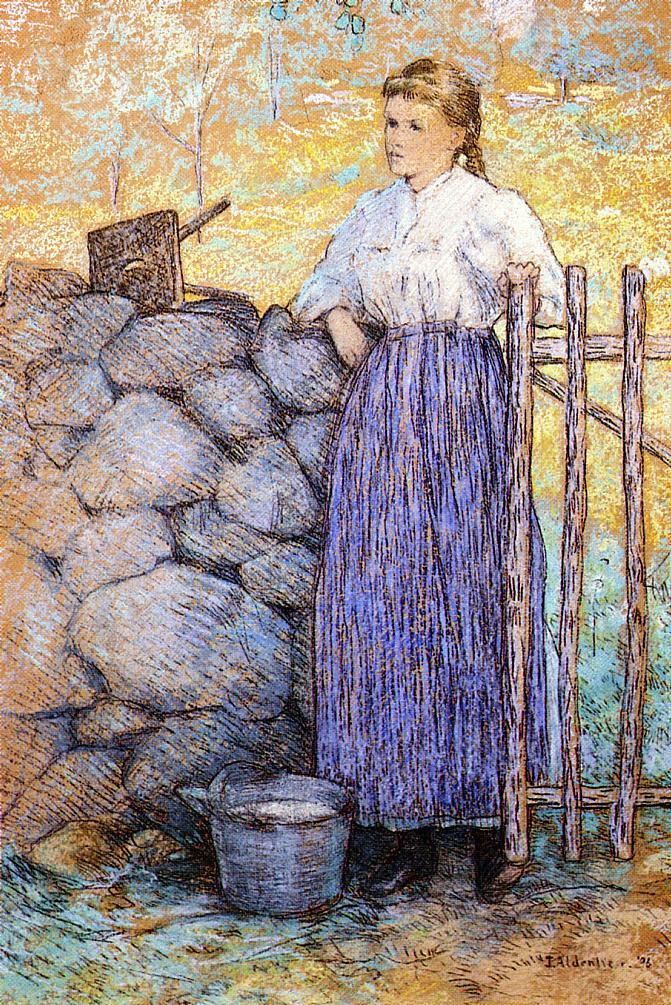
Дівчинка біля воріт (1896)
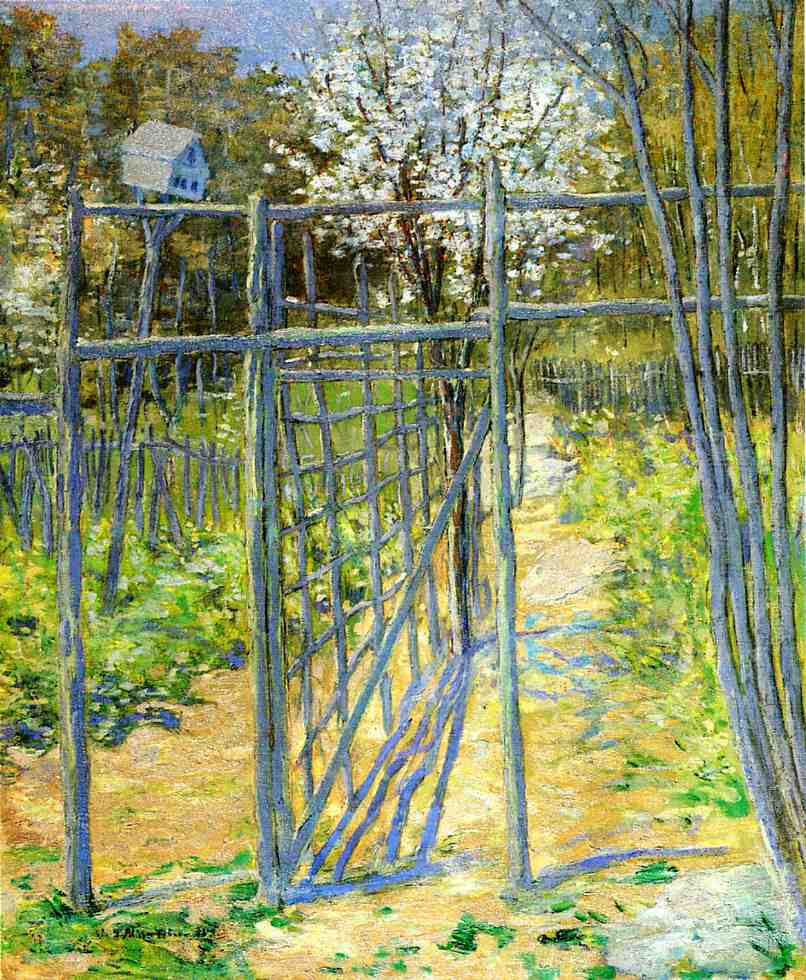
Сіра решітка (1891)
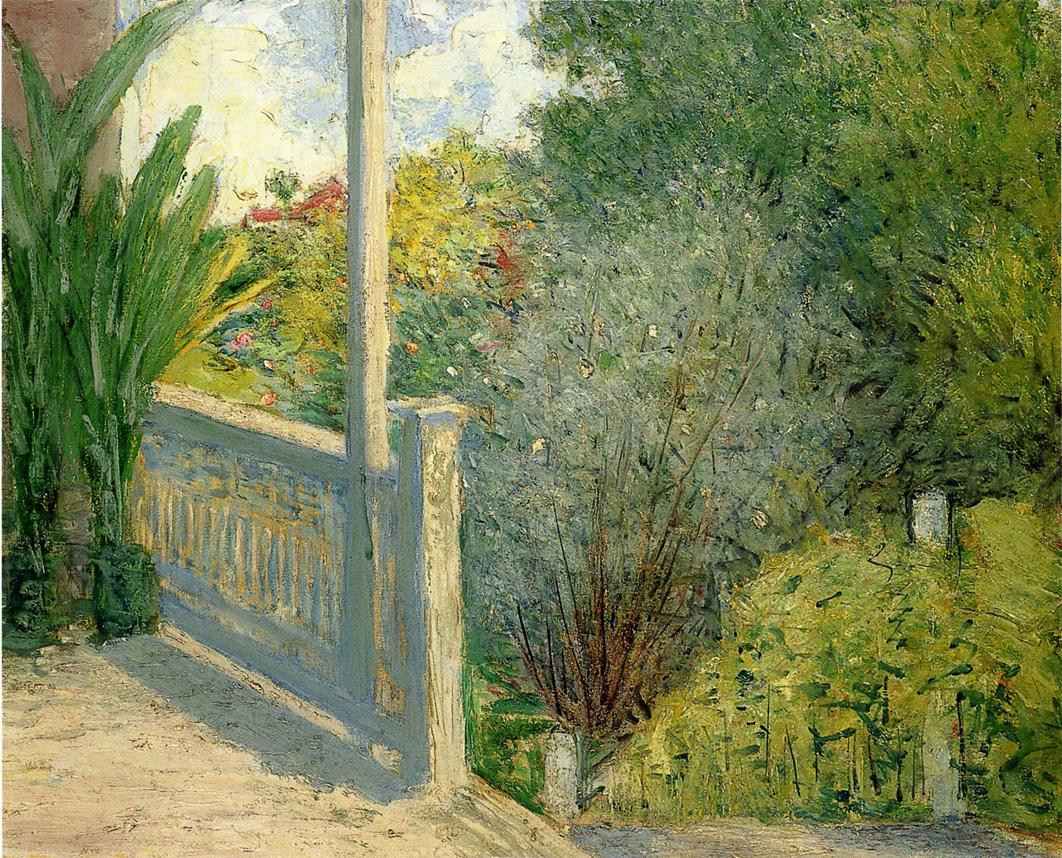
Веранда (1900)
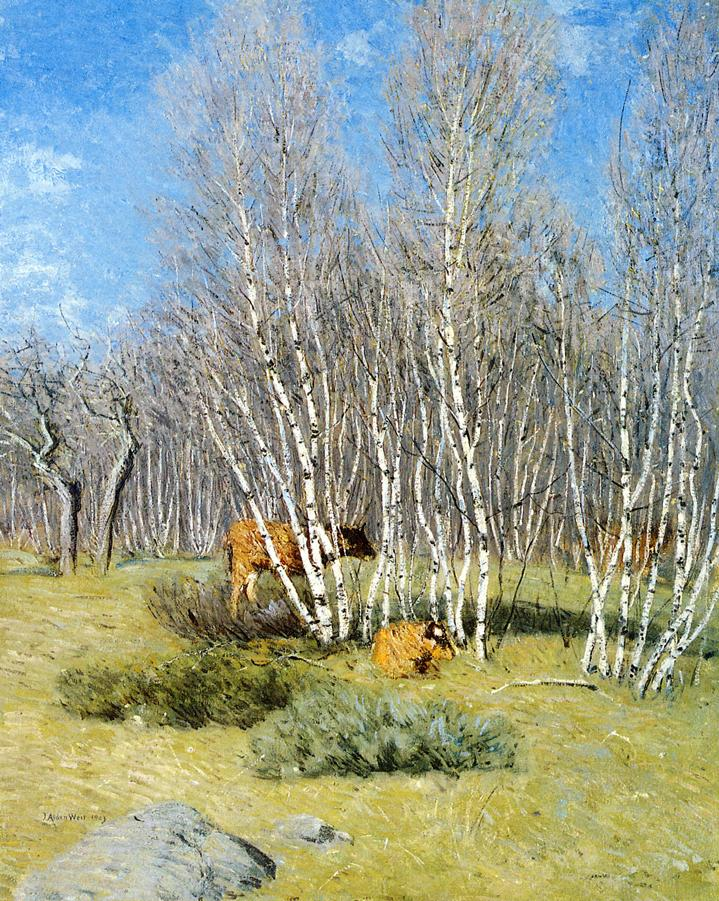
Берези (1903)
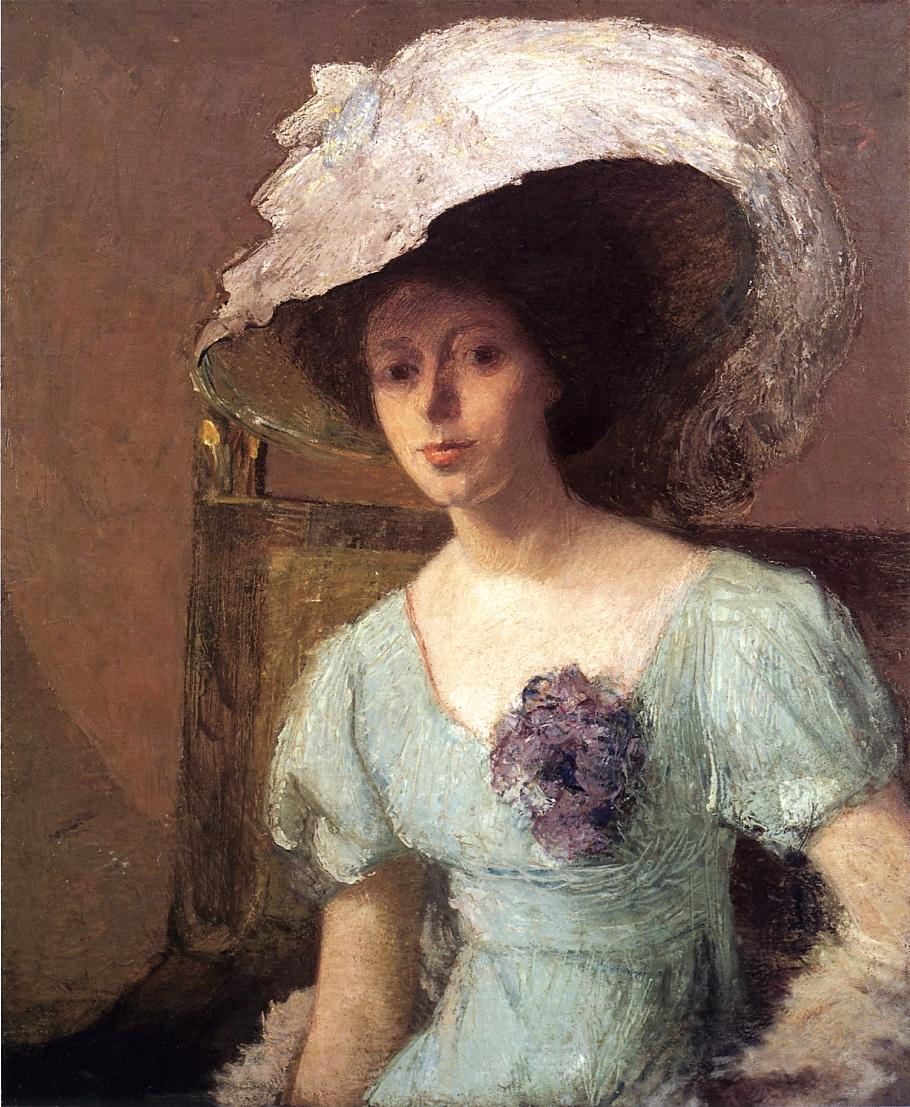
Синє плаття (1907)
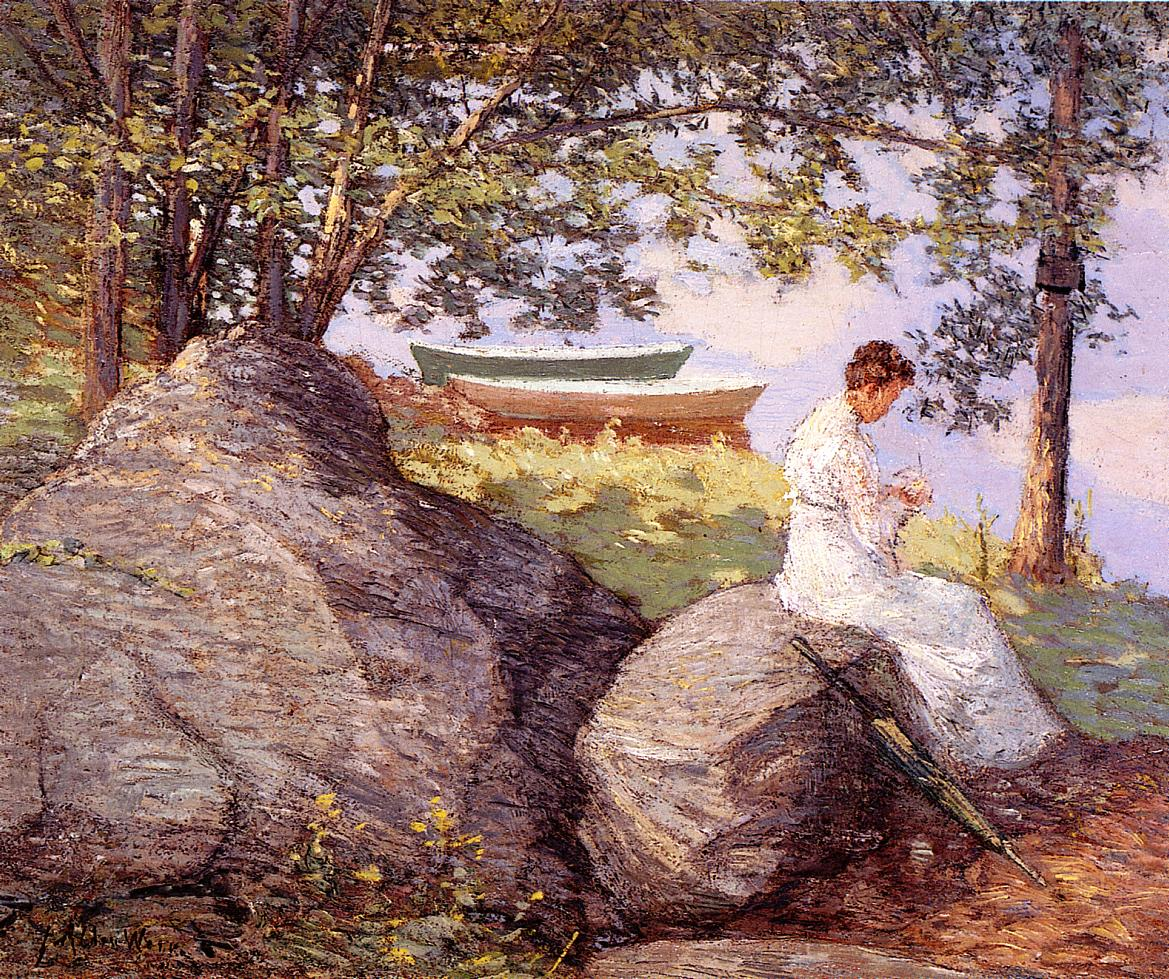
На березі (1909)
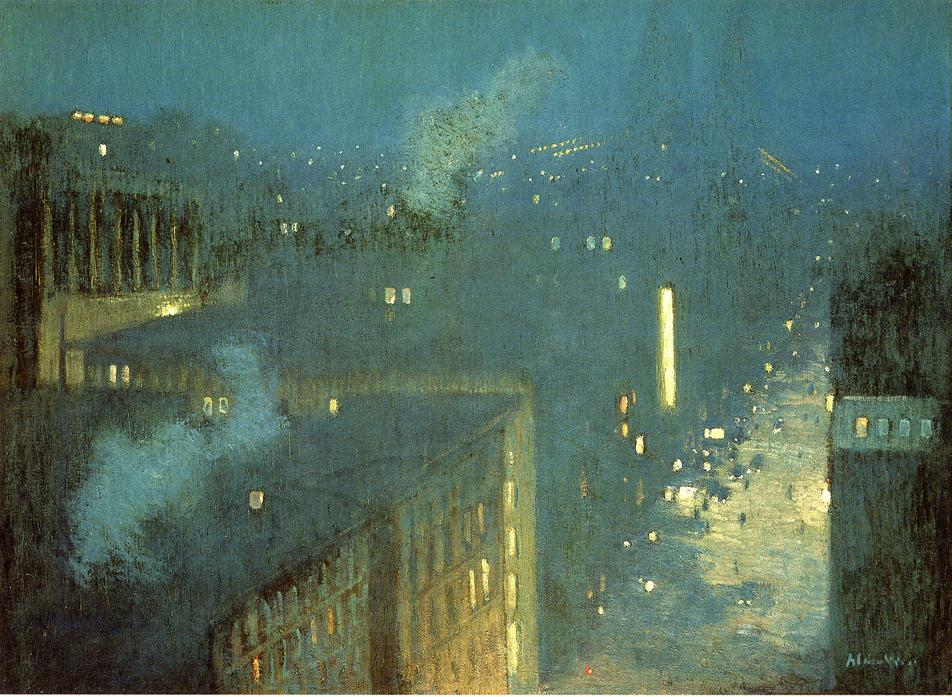
Ноктюрн. Міст Куінсборо (1910)
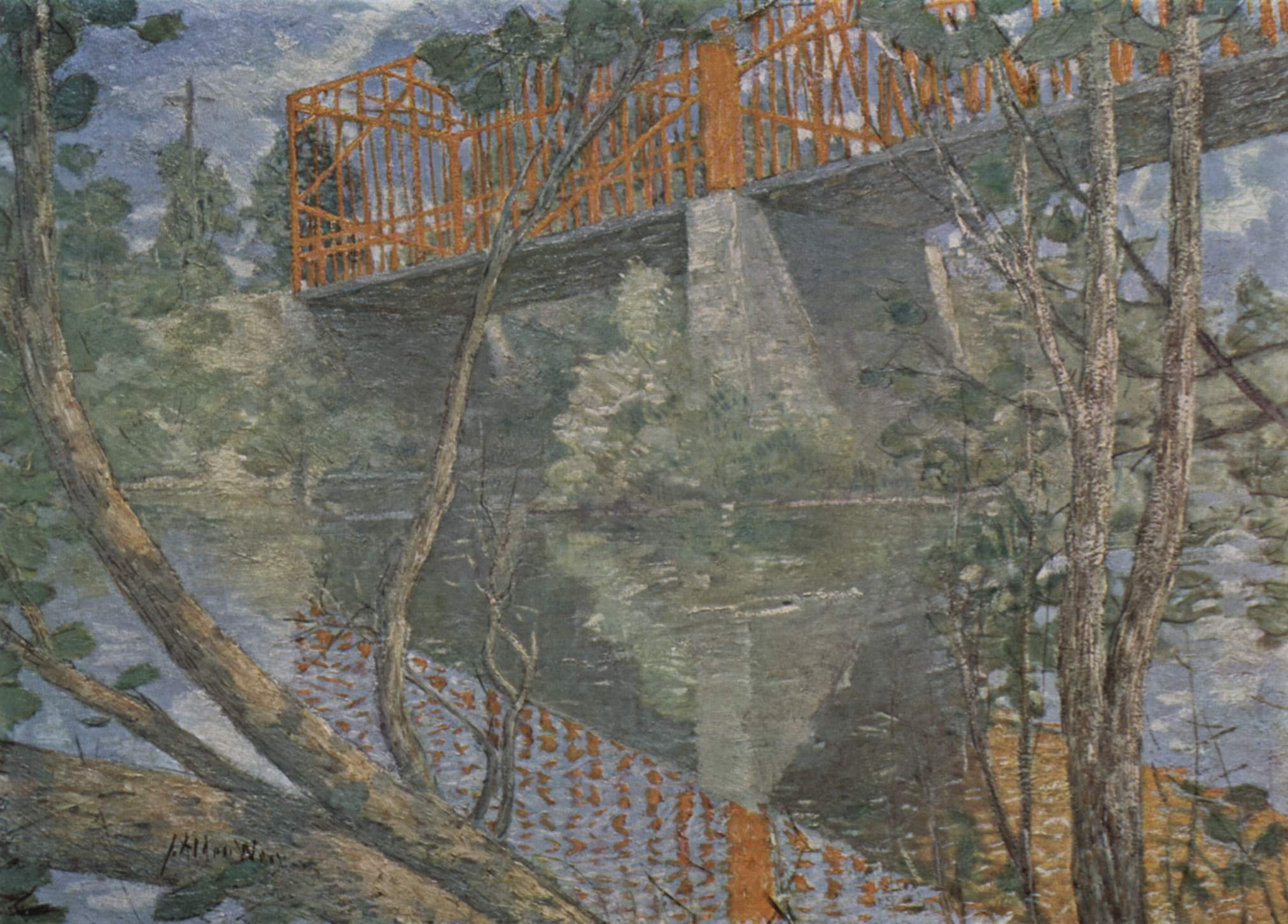
Червоний міст (1895)
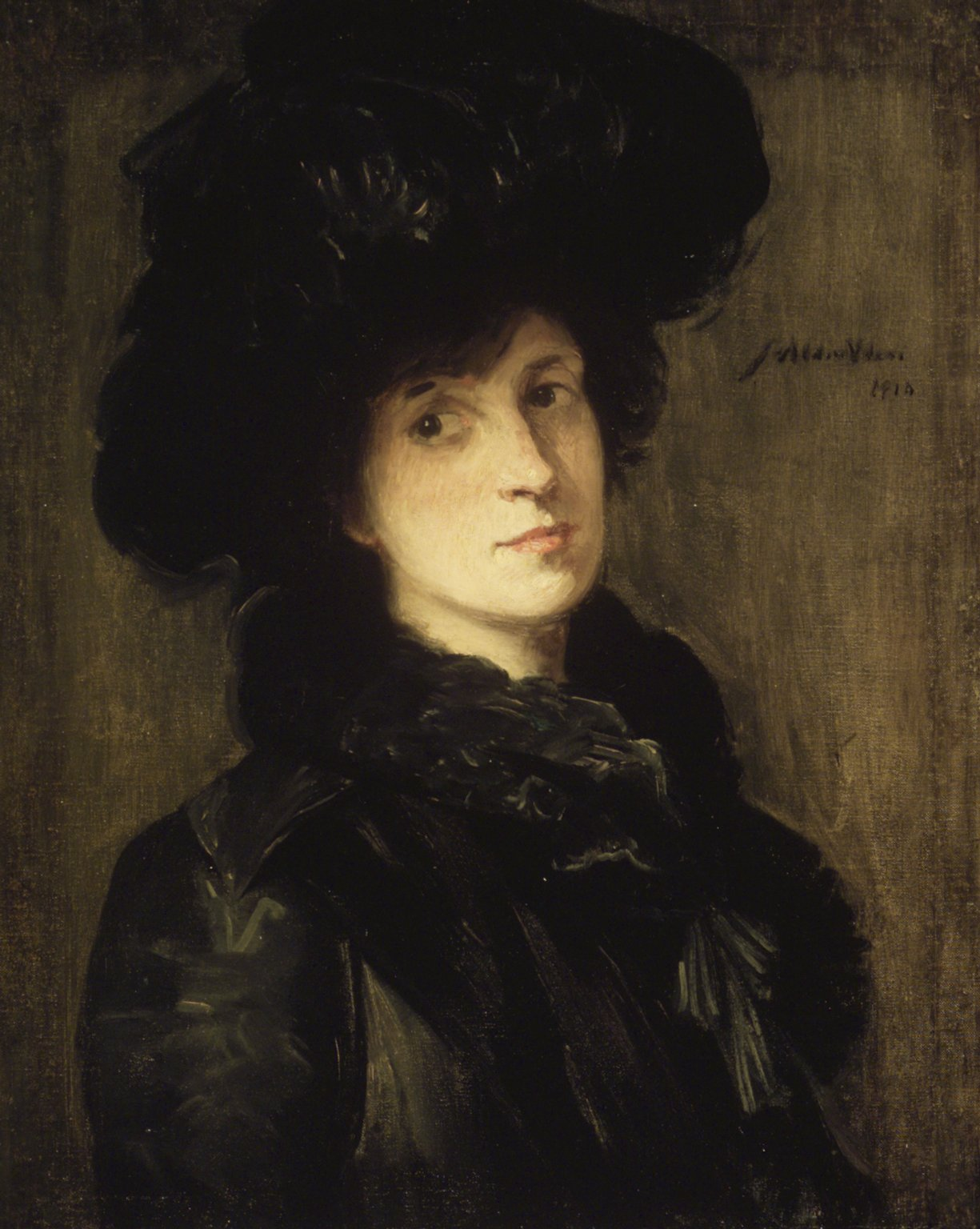
Дівчина в чорному (1910)
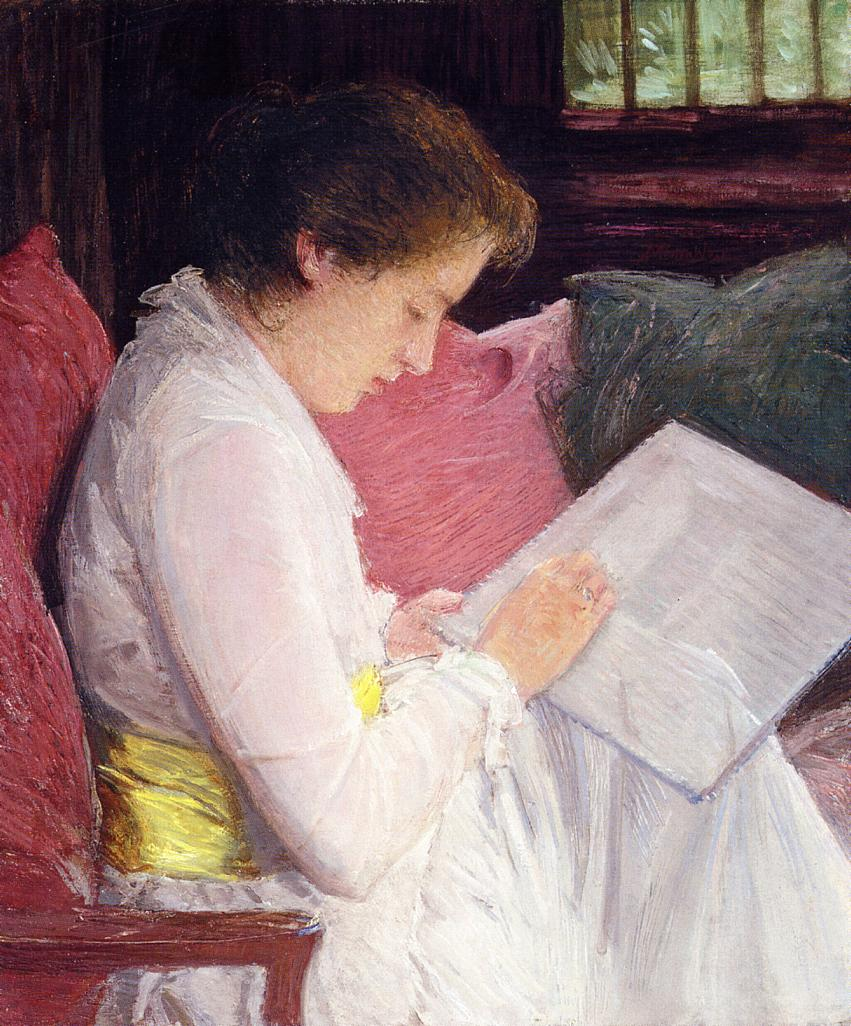
Вишивальниця
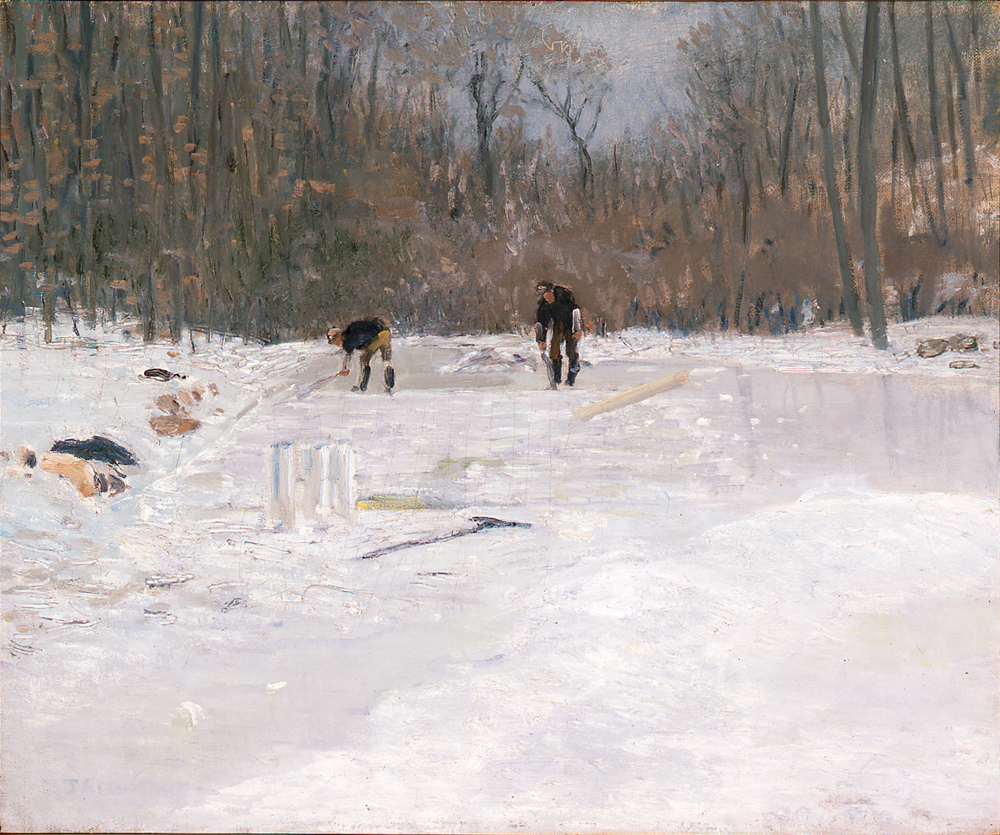
Ковзанярі (1895)